# Le Pègue
Le Pègue är en kommun i departementet Drôme i regionen Auvergne-Rhône-Alpes i sydöstra Frankrike. Kommunen ligger i kantonen Grignan som tillhör arrondissementet Nyons. År 2022 hade Le Pègue 363 invånare.

## Befolkningsutveckling
Antalet invånare i kommunen Le Pègue
Referens:INSEE